# Millettiana
Millettiana es un género de foraminífero bentónico de la subfamilia Cymbaloporinae, de la familia Cymbaloporidae, de la superfamilia Planorbulinoidea, del suborden Rotaliina y del orden Rotaliida. Su especie tipo es Cymbalopora milletti. Su rango cronoestratigráfico abarca el Holoceno.

## Clasificación
Millettiana incluye a la siguiente especie:
- Millettiana milletti